# João Gualberto

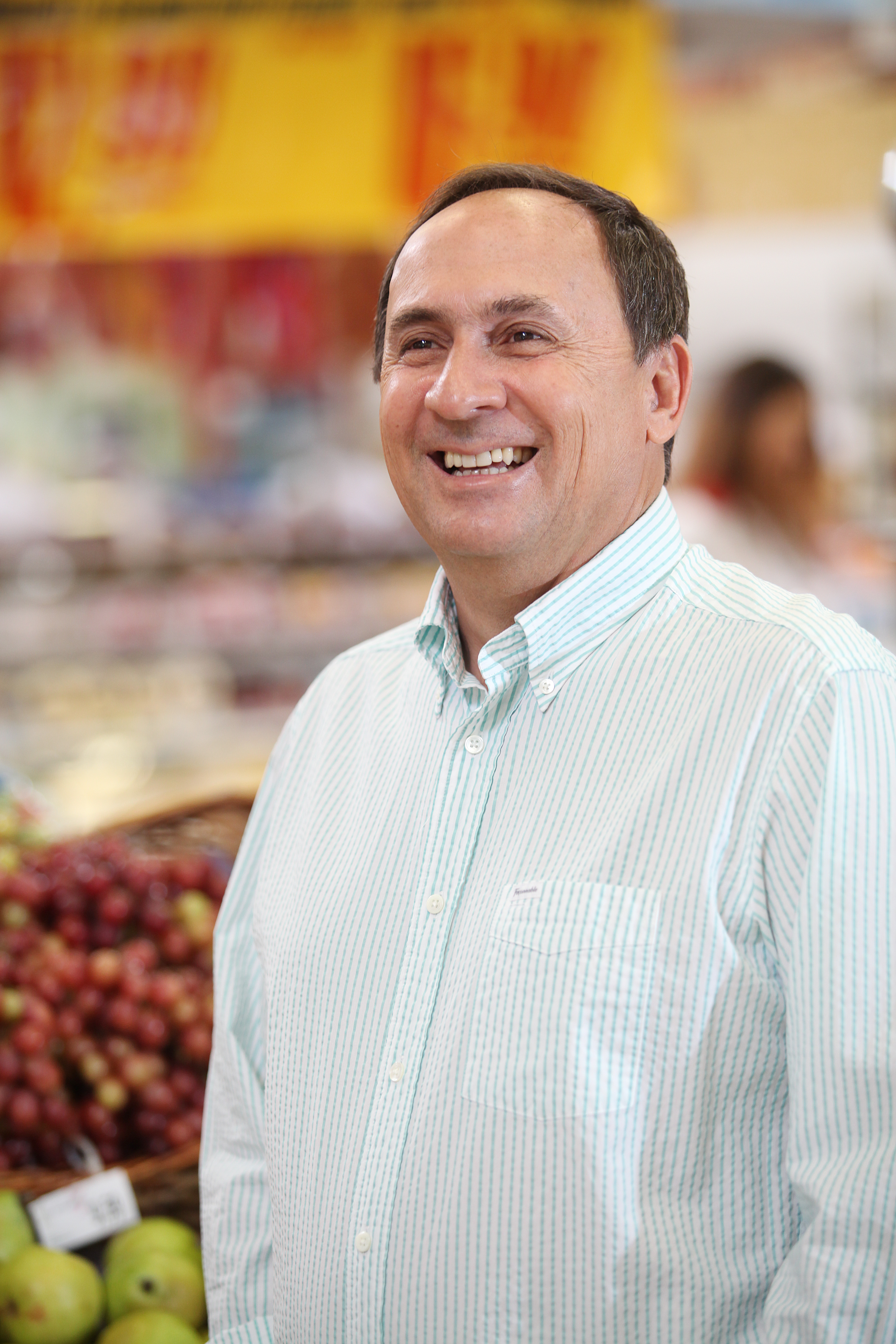
João Gualberto

João Gualberto Vasconcelos (Itabaiana, 6 de julho de 1958) é um empresário e político brasileiro, filiado ao Partido da Social Democracia Brasileira (PSDB).
É dono do Grupo Serrana e sobrinho dos irmãos Mamede Paes Mendonça e Pedro Paes Mendonça, empresários fundadores do Grupo Paes Mendonça e Grupo Bompreço, respectivamente.
Ainda jovem, mudou-se de Itabaiana para Salvador. Depois foi para São Paulo, onde matriculou-se em engenharia química na Universidade Mackenzie, porém não concluiu o curso. De volta à Bahia, fundou uma rede de supermercados. Elegeu-se prefeito de Mata de São João em 2004 e foi reeleito em 2008. Em 2009, recebeu o título de cidadão honorário da Bahia.
Apontado como pré-candidato do PSDB ao governo da Bahia nas eleições de 2014, foi condenado a pagar multas por propaganda eleitoral antecipada devido à instalação de outdoors em Salvador antes do período permitido em lei, ainda em 2013. No entanto, elegeu-se para a Câmara dos Deputados. Após a eleição, a Procuradoria Regional Eleitoral na Bahia entrou com ação acusando Gualberto pelo uso de veículos locados pela prefeitura de Mata de São João para propaganda eleitoral.
Em agosto de 2017, atuando contra o governo, votou para não rejeitar a denúncia do Ministério Público Federal referente do processo em que se pedia abertura de investigação do então Presidente Michel Temer. 
Cogitou ser candidato a governador da Bahia nas eleições de 2018, mas preferiu não ser candidato a nenhum cargo.
Nas eleições de 2020, voltou a ser candidato a prefeito de Mata de São João pelo PSDB. Desta vez, obteve 48,88% dos votos válidos (14.470 votos). Declarou possuir um patrimônio de R$ 170.299.356,77 (mais de 170 milhões de reais).